# NSB Di 4 sorozat

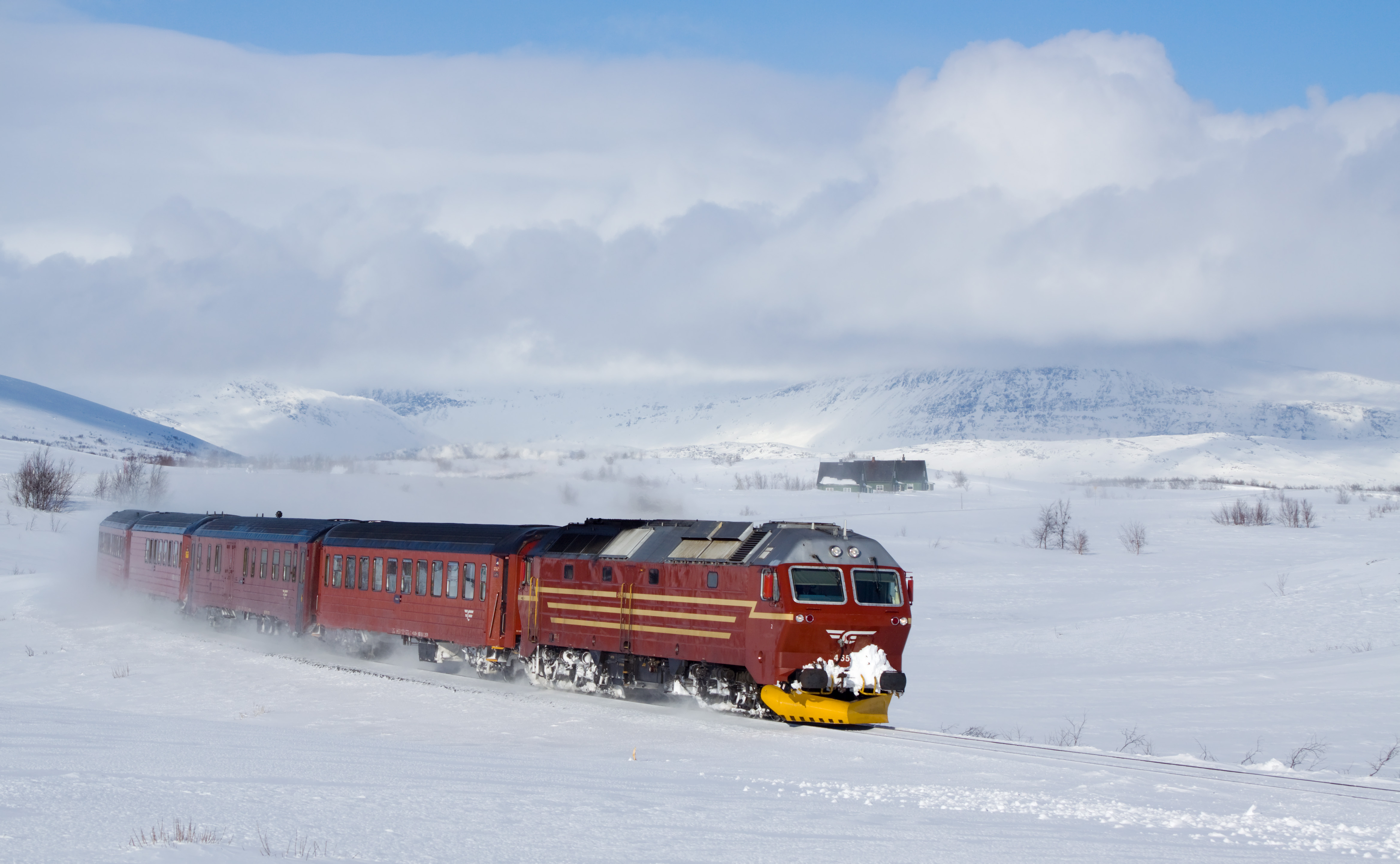
Egy NSB Di 4 sorozatú mozdony a Nordlandsbanen vonalon, Lønsdal és Bolna között

Az NSB Di 4 sorozat egy Norvég Co'Co' tengelyelrendezésű dízel-elektromos mozdonysorozat. Az NSB üzemelteti távolsági személyvonatok vontatására. Összesen 5 db készült belőle a Henschel gyárában. Bár külsőre nem hasonlít rá, a Di4 sorozat műszakilag szinte teljesen azonos a DSB ME sorozatával.

## Története
Az 1950-es és 1960-as években az NSB harmincöt NSB Di 3 sorozatú mozdonyt vett át. Az 1960-as évek hosszú távú terve szerint az 1970-es évek elején további Di 3-asokat kellett volna rendelni, de ez nem valósult meg. Ehelyett az államvasutak egy új sorozat tervezésébe kezdtek. A kivitelezést a németországi Kasselben működő Henschel végezte. A villamos alkatrészeket a mannheimi Brown, Boveri & Cie szállította, míg a motor-generátort a General Motors. A Di 4 műszakilag hasonlít a dán DSB által beszerzett DSB ME sorozathoz. A Di 4 volt az első NSB mozdony, amely háromfázisú és aszinkron vontatómotorokkal rendelkezett, és a világ első aszinkron mozdonya, amely menetrendszerinti forgalomban közlekedett. A Henschel építette az NSB El 17 sorozatot is; a két típus a tervek szerint ugyanazokat a vontatómotorokat és egyenirányítókat használta volna, hogy növelje a közös használatot. Ezt azonban elvetették, mert a Di 4 alkatrészei túl nehezek voltak az El 17-hez.
Az öt mozdony leszállítására 1981-ben került sor. Gyakran a Di 3-mal együtt, szinkronüzemben közlekedett. A Di 4 nagyobb tengelyterheléssel rendelkezik, mint a Di 3, így a leszállítástól kezdve nem lehetett őket Mo i Rana-tól északra, a Nordland vonalon használni. 1987-re az NSB további megrendelést tervezett a sorozatból, 1989-es és 1990-es szállítással, de a megrendelésre nem került sor. 1987-ben a javasolt megrendelés hat-tíz egységből állt volna, amelyek módosított szellőzőrendszert és erősebb motort kaptak volna. Mivel az új megrendelés leadásáig eltelt idő miatt az NSB már egy korszerűbb sorozat után nézett, és 1992-ben tizenkét NSB Di 6 sorozatú mozdonyra adott le megrendelést. A Di 6-os túl megbízhatatlannak bizonyult, és visszakerült a gyártóhoz. 2001-ben a Di 3 kivonásával a Di 4 maradt az NSB egyetlen kereskedelmi forgalomban maradt dízelmozdonya.